# Макдональд, Хью
Хью МакДональд (англ. Hugh McDonald; род. 28 декабря 1950) — американский музыкант, нынешний басист Bon Jovi.

## Биография
Родился 28 декабря 1950 года в Филадельфия. Он начал играть на бас-гитаре, когда был тинэйджером, играл одновременно с любимыми песнями. Пол Маккартни вдохновил его серьёзно заняться музыкой. Затем по совету родителей он начал брать уроки. Первым альбомом, на котором он играл на басу, был «Deirdre Wilson Tabac», и было это в 1970 году. В 1973 Хью познакомили с Стивом Гудмэном. Мак Дональд играл на нескольких альбомах Гудмэна и продолжал работать с ним до дня его смерти в 1984.
Потом Хью познакомили с гитаристом Дэвидом Бромбергом, к группе которого он после присоединился и они отправились в тур. В 1980 году переехал из Кембриджа, где он жил в течение шести лет, в Нью-Йорк. Он начал работать на Power Station, студии, которой владел Тони Бонджиови, двоюродный брат Джона Бон Джови. Там его попросили сыграть на басу в одной из демок Bon Jovi «She don’t know me». Вскоре после этого он принял участие в записи «Runaway», как один из студийных музыкантов. Хью нанимали играть на басу в «Slippery When Wet» и вообще после этого он играл на каждом альбоме Bon Jovi, но всегда оставался в тени. Он продолжал работать и с другими музыкантами, такими как Майкл Болтон, Шер, Элис Купер, Мэри мак Кэслин.
Его отношения с Bon Jovi приобрели другой характер, когда «официальный» басист Алек Джон Сач был уволен в 1994 году. Хью попросили подыграть группе на рождественском представлении и телевизионных шоу. После этого, он отправился с Bon Jovi в мировое турне. Тем не менее, Джон не хотел заменять Алека как члена группы, так что должность Хью стала какой-то неопределенной.
В итоге он получил признание после записи альбома «These days» (и всех последующих) и стал играть на всех выступлениях Bon Jovi, но так и остался неофициальным членом группы, остающимся в стороне от интервью, фотографий и обложек альбомов.
В 1997 году Хью играл на сольном альбоме Джона Бон Джови 'Destination anywhere' и выступал вместе с ним в турне. К концу 1998 Хью присоединился к Southside Johnny и the Asbury Jukes. После года концертной деятельности, он вернулся к воссоединившимся Bon Jovi.
До недавнего времени он считался «неофициальным» членом группы, хотя фанаты со всего мира считали его одним из Bon Jovi. И лишь в 2016 году во время записи последнего альбома, Макдональд был принят в официальный состав.
Хью был женат с 1996 до 2002 на Ненси, детей у них нет. Теперь официально один, но у него есть подружка по имени Келли.